# Provinces du Sri Lanka

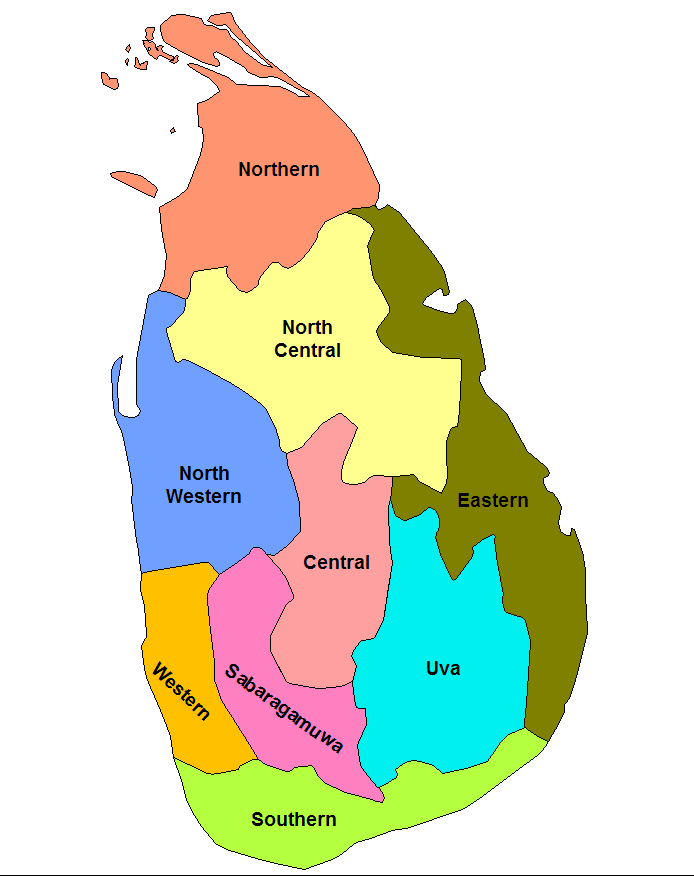
Carte des provinces du Sri Lanka

Les Provinces du Sri Lanka (en singhalais : පළාත ; en tamoul : மாகாணம்) sont la première division administrative géographique du pays. Elles ont été établies par les britanniques en 1833, puis, dans le siècle qui a suivi, une seconde division administrative s'est instaurée, représentées par les vingt-cinq districts actuelles.
En 1987, après une forte demande de décentralisation, le 13e amendement de la Constitution du Sri Lanka prévoit la mise en place de gouvernement provinciaux.

## Histoire
Après la prise de l'île de Ceylan par les britanniques en 1815, une première division basée sur trois ethnies a été créée : le bas pays cingalais, le centre cingalais de Kandy et les Tamouls du nord-est. En 1829, les Britanniques mettent en place la Commission Colebrooke-Cameron pour réformer ce gouvernement colonial de Ceylan en y incluant des structures administratives. Cette commission recommanda que les administrations basées sur les ethnies devaient être unifiées en une seule et unique administration, mais divisé en 5 provinces. Ainsi, le 1er octobre 1833, les 5 premières provinces ont été créées,,,:
- Province du Centre ;
- Province de l'Est ;
- Province du Nord ;
- Province du Sud ;
- Province de l'Ouest.

Durant les cinquante années suivantes, quatre nouvelles provinces ont été créées, portant le nombre total à neuf :
- Province du Nord-Ouest en 1845 ;
- Province du Centre-Nord en 1873 ;
- Province d'Uva en 1886 ;
- Province de Sabaragamuwa en 1889.

Entre septembre 1988 au 31 décembre 2006, les provinces du Nord et de l'Est étaient fusionné pour former la province du Nord-Est.
|           |
| 1833–1845 |

|           |
| 1845–1873 |

|           |
| 1873–1886 |

|           |
| 1886–1889 |

|                |
| 1889 – Present |

## Provinces
| Carte | Province     | Capitale     | Districts                                               |
| ----- | ------------ | ------------ | ------------------------------------------------------- |
|       | Centre       | Kandy        | - Kandy - Matale - Nuwara Eliya                         |
|       | Est          | Trincomalee  | - Ampara - Batticaloa - Trinquemalay                    |
|       | Centre-Nord  | Anuradhapura | - Anuradhapura - Polonnaruwa                            |
|       | Nord         | Jaffna       | - Jaffna - Kilinochchi - Mannar - Mullaitivu - Vavuniya |
|       | Nord-Ouest   | Kurunegala   | - Kurunegala - Puttalam                                 |
|       | Sabaragamuwa | Ratnapura    | - Kegalle - Ratnapura                                   |
|       | Sud          | Galle        | - Galle - Hambantota - Matara                           |
|       | Uva          | Badulla      | - Badulla - Moneragala                                  |
|       | Ouest        | Colombo      | - Colombo - Gampaha - Kalutara                          |